# Telefontorony (Szeged)
A rókusi Telefontorony (sokszor régebbi tulajdonosára utalva Matáv-torony) Szeged város legmagasabb, míg Csongrád-Csanád vármegye második legmagasabb épülete.

## Története
A telekommunikációs célú épületet az 1980-as években kezdték építeni, átadására 1992-ben került sor. Az épületet a Matáv számára építették, tulajdonosa annak utódcége, a Magyar Telekom. Maga a torony nem teljesen önálló épület, ahhoz egy telekommunikációs cégeknek otthont adó irodaház-komplexum kapcsolódik. A torony nem a Rókusi körútra néző utcai homlokzaton, hanem az épület hátsó bejárata mellett, egy névtelen szervizút mellett emelkedik. Betonszerkezete 101 méter magas, a rászerelt acél árbócszerkezettel együtt az építmény teljes magassága 158 métert ér el. A torony betonszerkezetének tetején ülő, adó-vevő berendezéseket, antennákat tartalmazó szint 119 méter magasan helyezkedik el. Ebben a magasságban egy üzemi darut is telepítettek, amellyel a torony peremén helyet foglaló berendezések mozgatását, fel- és leszerelését végzik.
Az épület zárt, szinte egyáltalán nem látogatható. A város legmagasabb pontjaként a rókusi telefontorony sokak szerint ideális kilátótorony és kávéház lehetne. A szegediek tudni vélik, hogy a 80-as években a városvezetés a vágyott kávéházat bele is terveztette a létesítménybe. Az idegenforgalmi hasznosításnak azonban komoly műszaki akadályai vannak: egy ilyen létesítmény kialakítására legalkalmasabb közbülső teraszok szintje is messze meghaladja a környékbeli víztornyokét, így egy vendéglő üzemeltetéséhez szükséges víz feljuttatása a magasságba jelentős költséget jelentene.

## Külső hivatkozások
- Munka a szegedi telefontorony tetején – YouTube-videó